# Hakubunkan

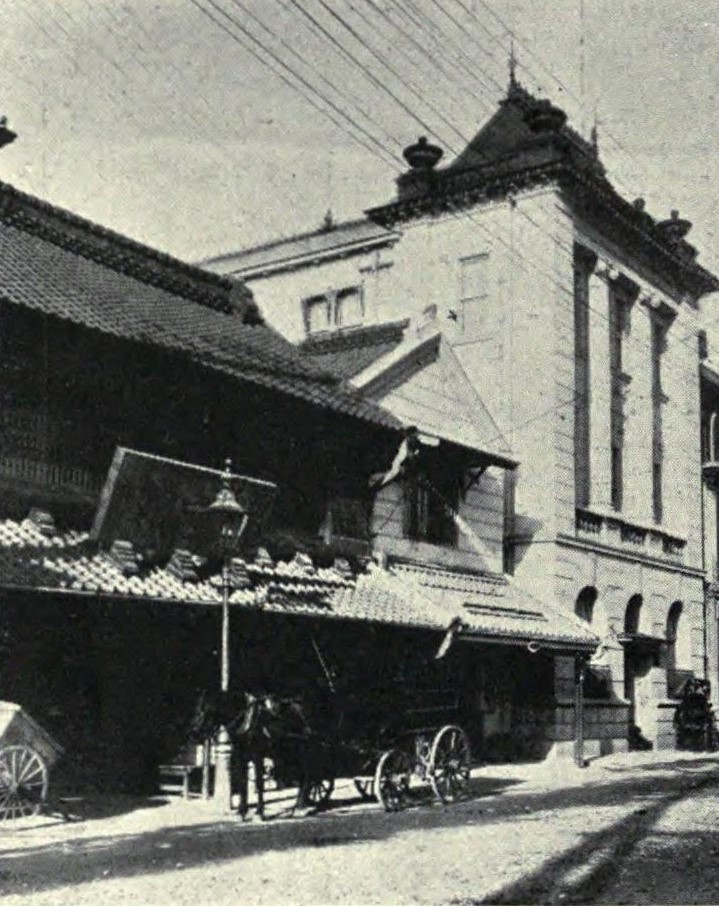
Hakubunkan

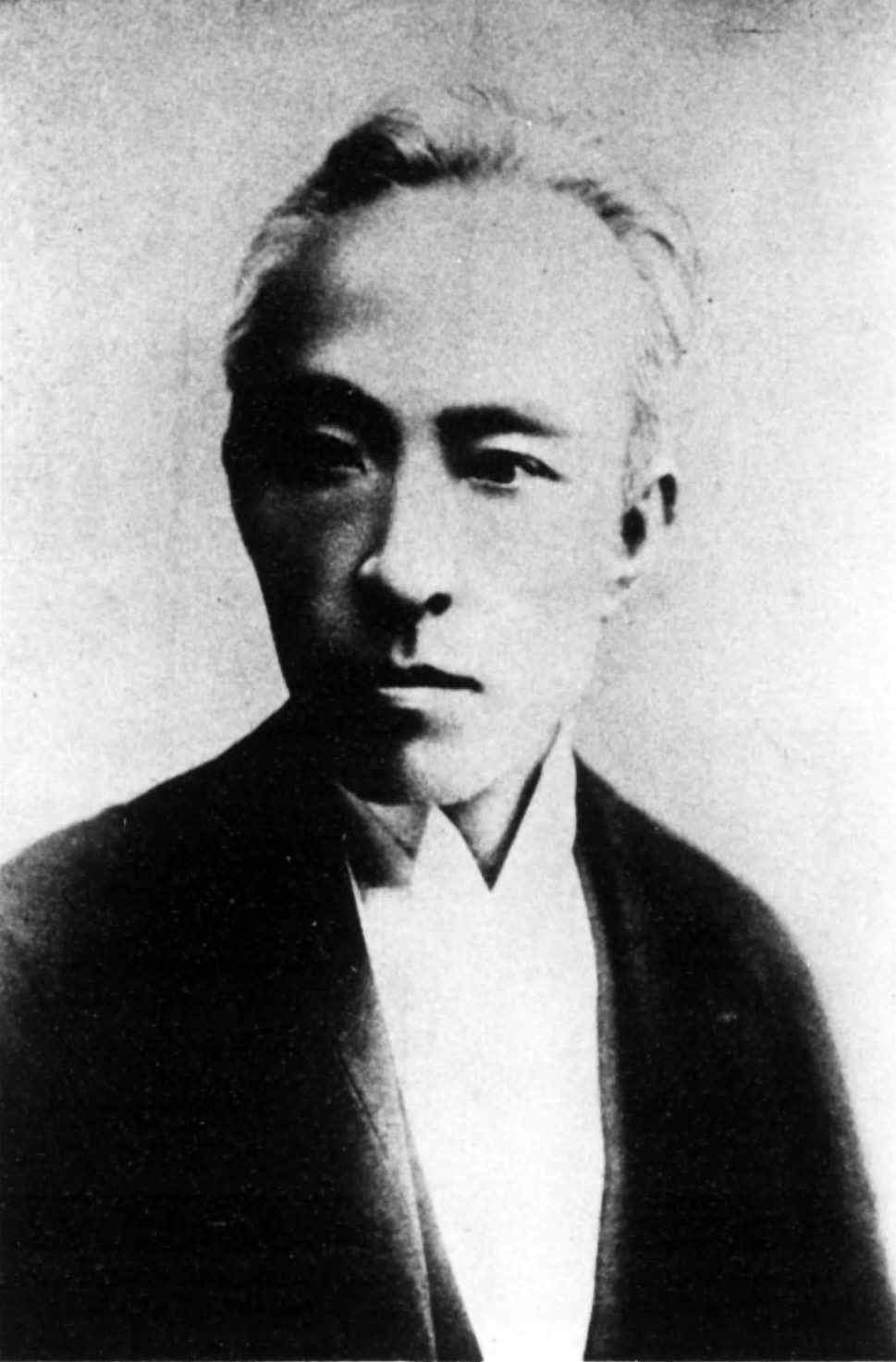
Ōhashi Sahei

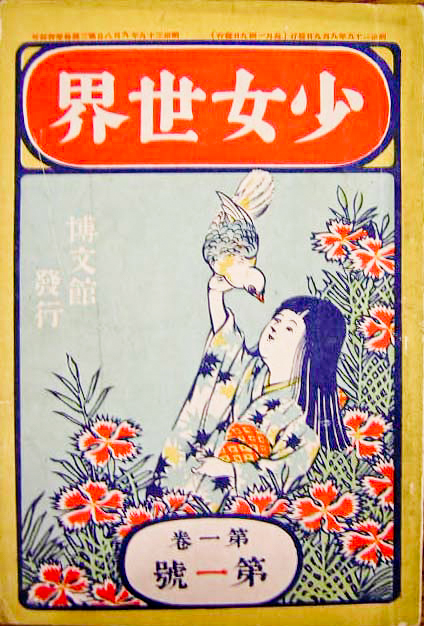
„Shōjo Sekai“, 1. Heft des 1. Jahres

Hakubunkan (japanisch 博文館) war eines der größten und einflussreichsten Verlagsunternehmen Japans im ausgehenden 19. und beginnenden 20. Jahrhundert. 

## Übersicht
Hakubunkan wurde 1887 von Ōhashi Sahei (1836–1901) und seinem Sohn Ōhashi Shintarō (大橋 新太郎; 1863–1944) in Tokio gegründet. Vater Sahei war bereits vorher auf dem Gebiet der Publizistik tätig gewesen. Angefangen vom Bestseller „Nihon Taika Ronshū“  – etwa „Aufsatzsammlung zur japanischen Familie“, und „Taiyō“, eine der wichtigsten literarischen Zeitschriften seiner Zeit, bei der Takayama Chogyū als Herausgeber wirkte, bis hin zum Magazin „Bungei Club“, für das Vertreter der Literatenvereinigung Ken’yūsha wie Ozaki Kōyō, Kawakami Bizan, Hirotsu Ryūrō, Ōhashi Otowa (大橋 乙羽; 1869–1901) u. a. mitwirkten, und bis hin zu „Shōnen Sekai“ (少年世界), „Welt der Jugend“, herausgegeben vom Märchenautor Iwaya Sazanami, wurden in der Meiji-Zeit mehr als 60 Magazine publiziert.
Es gelang, den Kreis Leserschaft zu erweitern und im Gegensatz zu den bis dahin politischen Zeitungen und aufklärenden Zeitschriften nun populäre kommerzielle Zeitschrift mit großen Auflagen zu verkaufen. Zu den Buchreihen, die herausgegeben wurden, gehörten die „Enzyklopädie der Kunst und des Kunstgewerbes“, „Teikoku Bunko“, „Teikoku hyakka zensho“, „Kyōiku zensho“, „Kōgyō zensho“, „Nōgyō“ und andere Reihen. So brachte der Verlag eine Reihe von Serien heraus, die man als Prototyp der heutigen Gesamtserien bezeichnen kann.
Das Unternehmen löste sich 1947 auf und entstand 1950 neu unter dem Namen „Hakubunkan Shinsha“. Das neue Unternehmen spezialisierte sich auf die Herstellung von Tagebüchern, während Magazine und Bücher von dem Verlag Hakuyūsha (博友社) übernommen wurden.

## Zeitschriften (Beispiele)
- „Taiyō“ (太陽) – „Die Sonne“, Januar 1895 – Februar 1928
- „Nihon Taika Ronshū“ (日本大家論集) – etwa „Aufsatzsammlung zur japanischen Familie“, Juni 1887 – Dezember 1894, wurde gefolgt von Taiyō.
- „Shōnen Sekai“ (少年世界) – „Welt der Jugend“, Januar 1895 bis Januar 1933?
- „Bungei Kurabu“ (文芸倶楽部) – „Kultur-Club“, Januar 1895 bis Januar 1921, änderte seinen Titel in „Shin Bungaku“ (新文学) ab Januar 1921 Ausgabe, später „Shin Shumi“ bis 1933.
- „Chūgaku Sekai“ (中学世界) – „Welt der Mittelschule“, September 1898 bis Mai 1928.
- „Yōnen Sekai“ (幼年世界)  – „Welt der Kinder“, Januar bis Dezember 1900, Januar 1911 bis Oktober 1923.
- „Jogaku Sekai“ (女学世界) – „Welt der Mädchen“, Januar 1901 bis Juni 1925.
- „Bunshō Sekai“ (文章世界) – „Welt der Schrift“, März 1906 bis Februar 1921, änderte seinen Titel in „Shin Bungaku“ (新文学) ab Januar 1921, wurde dann „Shin Shumi“.
- „Nōgyō Sekai“ (農業世界) – „Welt der Landwirtschaft“, April 1906 bis 1968, wurde als „Nōgyō Sekaisha“ vom Verlag Hakuyūsha übernommen.
- „Shōjo Sekai“ (少女世界) – „Welt der jungen Mädchen“, September 1906 bis Oktober 1931.
- „Yōnen Gahō“ (幼年画報) – „Bildinformation für die Jugend“, Januar 1906 bis 1935.
- „Bōken Sekai“ (冒険世界)  – „Welt dea Abenteuers“, Januar 1908 bis Dezember 1919, abgelöst durch „Shinseinen“.
- „Yakyūkai“ (野球界)  – „Welt des Baseballs“, November 1908 bis Oktober 1959, kam über von Yakyūkaisha zu Hakuyūsha, wobei der Titel des Magazins einige Male geändert wurde.
- „Kōdan Zasshi“ (講談雑誌) – „Zeitschrift für Geschichten“ April 1915 bis 1954, kam dann an Kōdanzasshisha als „Bunyūkan“ und dann an Hakuyūsha.
- „Poketto“ (ポケット) – „Taschen[buch]“, September 1918 bis März 1927.
- „Shin Seinen“ (新青年) – „Neue Jugend“, Januar 1920 bis Juli 1950, wechselte sein Verlag von Ekoda Shobō zu Bunyūkan und dann zu Hakuyūsha.
- „Shōnen Shōjo Tankai“ (少年少女譚海) – „Geschichtensammlung für die Jugend“, Januar 1920 bis März 1944, veröffentlicht ab Januar 1940 als „Kagaku“ nach Kokubō Tankai
- „Shin Shumi“ (新趣味) – „Neue Hobbies“, Januar 1922 bis November 1923.
- „Tantei Shōsetsu“ (探偵小説) – „Detektiv-Geschichten“, September 1931 bis 1932.

## Buchreihen (Beispiele)
- „Jitsuchi ōyō gigei hyakka zensho“ (実地応用･技芸百科全書) – „Für den allgemeinen Gebrauch – Enzyklöpädie der Kunst und des Kunstgewerbes“, 61 Bände (1889 bis 1893),
- „Teikoku Bunko“ (帝国文庫) – „Buchreihe des Kaiserreiches“, 100 Bände (1893 bis 1902),
- „Teikoku Hyakka zensho“ (帝国百科全書) – „Enzyklöpädie des Kaiserreiches“, 200 Bände (1898 bis 1909),
- „Kyōiku zensho“ (教育全書) – „Schriftensammlung zur Erziehung“,
- „Kōgyō zensho zensho“ (工業全書) – „Schriftensammlung zur Industrie“,
- „Nōgyō zensho“ (農業全書) – „Schriftensammlung zur Landwirtschaft“.